# رابین وین رایت
رابین وین رایت (انگلیسی: Robin Wainwright؛ زادهٔ ۹ مارس ۱۹۵۱) بازیکن فوتبال اهل بریتانیا است.
از باشگاه‌هایی که در آن بازی کرده‌است می‌توان به باشگاه فوتبال میلوال، باشگاه فوتبال لوتون تاون، باشگاه فوتبال کمبریج یونایتد، و باشگاه فوتبال نورث‌همپتون تاون اشاره کرد.